# 陈治文
參數所指定的目標頁面不存在，建議更正成存在頁面或直接建立下列一個頁面（建立前請先搜尋是否有合適的存在頁面可以取代）：
- 陳治文(政治人物)

陈治文（1926年2月—2020年8月22日），江苏镇江人，笔名汶东、乐东甫，中国汉语语言学家，中国社会科学院语言研究所研究员。

## 生平
1951年7月，陈治文毕业于南开大学中国语言文学系（三年级开始选入语言组学习），同年进入中国科学院（1977年改属中国社会科学院）语言研究所工作，历任研究实习员、助理研究员、研究员。长期从事《中国语文》杂志编辑和近代汉语语词的研究工作。
1951年到所工作后不久，陈治文发表《谈写作的语言》一文，得到时任所长罗常培的赞许。1952年，语言研究所与教育部合办《中国语文》杂志，陈治文被派至参加筹备工作，年底奉调回所。1953年，陈治文参加语法小组撰写《语言讲话》（1961年由商务印书馆出版单行本时改名为《现代汉语语法讲话》），他承担了“否定”和“问句”两章，刊登在《中国语文》1953年第10期。1954年，陈治文参加由吕叔湘领导、张志公主编的初级中学课本《汉语》（1955年8月人民教育出版社出版）的编写工作，负责书中的第三编“文字”部分。
1989年1月离休。2020年8月22日16时38分在北京逝世，终年94岁。

## 出版物
专著
- 邰汶东. . 上海教育出版社. 1984.
- 陈治文. . 中国社会科学院老年学者文库. 北京: 社会科学文献出版社. 2013. ISBN 978-7-5097-4900-5.
- 陈治文. . 汉语知识丛书第一辑. 北京: 商务印书馆. 2013. ISBN 978-7-100-09962-2.

主要论文
- 陈治文. . 中国语文. 1964, (6): 442–444. ISSN 0578-1949.
- 陈治文. . 中国语文. 1988, (1): 71–72. ISSN 0578-1949.